# 金冠山
金冠山（きんかんざん）は静岡県の伊豆半島北西部にある標高816mの山。沼津市と伊豆市との境界付近にあり、山頂は沼津市に属している。達磨火山が浸食されてできた一峰である。山頂の脇には海上保安庁第三管区海上保安本部の金冠中継所が設置されている。
この付近の山々の山頂部にはマメザクラが群生しており、春には薄桃色の花をつける。ヤマボウシ・アセビ等の低木やスズタケが山肌を覆っている。

## 観光
地理的に伊豆市街が近いため、伊豆市が達磨山を含めた西伊豆スカイライン北方を『達磨山高原』と称し、山麓の虹の郷と一体に観光振興に努めている。沼津市も北麓にキャンプ施設の『市民の森』を整備している。

### 登山
戸田峠駐車場から登るルートが最短。他にもハイカーに人気のある達磨山高原レストハウスから尾根沿いに登るルートや、北東麓にある市民の森方面から登るルート、北西麓にある真城峠から登るルートなどもある。なお、一部の登山道は、修善寺虹の郷から天城峠までを歩く伊豆山稜線歩道の一区間である。

### 眺望
山頂は見晴らしが良く、とくに北方の眺めが優れている。北には駿河湾越しに富士山、北西には通称沼津アルプスや箱根山を望むことができる。天城山や達磨山などの南方向は木々に覆われ見晴らしは良くない。
| 達磨火山における金冠山峰の位置                                       |                                                                                |
| 駿河湾越しに達磨火山を望む。写真中央のピークが金冠山峰、右端は大瀬崎 | 伊豆市北部から西を望む。右の山塊が達磨火山。右の明るい雲の下のピークが金冠山峰 |

## 交通
金冠山の西は旧戸田村（現沼津市戸田）で、陸路で市街へアクセスする3つのルートのうち、2つは金冠山麓を通り地域住民の生活基盤となっている。2004年には金冠山峰の下に静岡県道127号船原西浦高原線のトンネルが開通した。

## 周辺の山
- 達磨山
- 城山
- 葛城山